# خاندان آشینا (ژاپن)
خاندان آشینا (به ژاپنی: 蘆名氏)) یکی از خاندان‌های ژاپنی در دوره سنگوکو بود. نام آشینا از منطقه ای در شهر یوکوسوکا، کاناگاوا در استان کاناگاوا گرفته شده‌است.